# Wołkowiany
Wołkowiany – wieś w Polsce położona w województwie lubelskim, w powiecie chełmskim, w gminie Żmudź.
W latach 1975–1998 miejscowość administracyjnie należała do województwa chełmskiego. 
Wieś stanowi sołectwo gminy Żmudź. Według Narodowego Spisu Powszechnego (III 2011 r.) liczyła 219 mieszkańców i była piątą co do wielkości miejscowością gminy.
Wierni Kościoła rzymskokatolickiego należą do parafii Wniebowzięcia Najświętszej Maryi Panny w Klesztowie lub do parafii Podwyższenia Krzyża Świętego w Żmudzi.

## Części wsi
| SIMC    | Nazwa      | Rodzaj    |
| ------- | ---------- | --------- |
| 0111449 | Dębowy Las | część wsi |
| 0111455 | Kalinówka  | część wsi |
| 1027120 | Modrynie   | część wsi |
| 1027142 | Ogródki    | część wsi |